# Доннхад мак Аэдакайн
Доннхад мак Аэдакайн (Доннхад Уа Конхобайр; др.‑ирл. Donnchad mac Aedacain, Donnchad Ua Conchobair; убит в 877) — король Миде (864—877) из рода Кланн Холмайн.

## Биография
Доннхад был сыном Аэдакана и внуком верховного короля Ирландии Конхобара мак Доннхады. В 864 году он получил власть над королевством Миде. Предшественник Доннхада, его двоюродный брат Лоркан мак Катайл, вступил в конфликт с верховным королём Аэдом Финдлиатом из рода Кенел Эогайн и был по приказу того ослеплён. Неспособность управлять королевством вынудила короля Лоркана отречься от престола. Тогда же вождём викингов Анлавом был убит и соправитель Лоркана, Конхобар мак Доннхада. Вероятно, Доннхад был более лояльным к Аэду Финдлиату правителем, чем его предшественник. Об этом свидетельствует отсутствие в исторических источниках данных о разногласиях между этими двумя монархами.
Доннхад мак Аэдакайн был убит в 877 году своим троюродным братом Фланном Синной. Его убийца овладел престолом Миде, а в 879 году стал и верховным королём Ирландии.